# جیدن فیلوژن
جدن فیلوژن-بیدایس (انگلیسی: Jaden Philogene-Bidace؛ زادهٔ ۸ فوریهٔ ۲۰۰۲)بازیکن فوتبال اهل انگلستان است که برای تیم فوتبال استون ویلا بازی می کند.
وی همچنین در تیم‌های ملی فوتبال زیر ۱۹ سال انگلستان و زیر ۲۰ سال انگلستان بازی کرده‌است.